# San Felices de Buelna
San Felices de Buelna è un comune spagnolo di 2.314 abitanti situato nella comunità autonoma della Cantabria, comarca di Besaya.
Si estende nella riva destra del fiume Besaya che è la sua linea di confine con Los Corrales de Buelna, altro comune della valle di Buelna. È separato da Torrelavega a nord dalla Sierra de Dobra. Lo formano nove nuclei di popolazione compreso il capoluogo Rivero che conta 328 abitanti, è posto all'altitudine di 78 metri sul livello del mare a distanza di 30 km da Santander, capitale della regione autonoma di Cantabria.
La sua economia è fondata sui settori secondario e terziario che hanno soppiantato il settore primario agropastorale che nel passato era il primo per importanza e oggi occupa soltanto il 4,7% della popolazione attiva di fronte al 37,6% dell'industria, al 18,2% dell'edilizia e al 39,5% del settore dei servizi. La percentuale di persone addette all'industria e all'edilizia non è dovuta solo ad imprese locali ma anche ad imprese dei comuni vicini dove lavorano anche cittadini residenti a San Felices.
L'andamento demografico degli ultimi cinquanta anni è di diminuzione del numero degli abitanti passati dai 2.719 del 1950 ai 2.205 del 2001. Le cause sono il saldo migratorio negativo e la diminuzione del tasso di natalità dovuto all'invecchiamento della popolazione, l'età media è di 43,3 anni. Secondo una statistica comunale il 62.8% della popolazione è formato da adulti, il 24,3% da vecchi e solo il 12.9% da giovani.

## Storia
Nel territorio comunale ci sono molti siti archeologici come le grotte di Hornos de la Peña e di Sovilla, che testimoniano con l'arte rupestre e i resti trovati al loro interno, che i primi abitanti di questa zona risalgono al paleolitico.  Altri resti attestano la presenza umana nel periodo castrense delle tribù celtocantabre e delle legioni romane che si combatterono duramente nella valle di Buelna, come dimostrano le grandi stele rotonde caratteristiche della Cantabria lasciate dai Celti, i resti dei castra, di un accampamento romano e della strada che congiungeva Pisoraca, l'attuale Herrera de Pisuerga, a Portus Bendium, porto romano identificato con l'attuale Suances.
Nel medioevo la prima citazione di San Felices si ha in un documento del X secolo relativo alla signoria dell'Abadia de Covarrubias esercitata sulla Valle di Buelna. Nel 978 i conti di Castiglia García Fernández e Ava fondarono per la figlia Urraca l'Infantado de Covarrubias.
Nel 1431 si costituì la contea di Buelna che il re di Castiglia Giovanni II attribuì a Pedro Niño appartenente in linea collaterale alla potente famiglia dei de la Vega per riconoscenza all'attività militare prestata nella guerra ai corsari e all'Inghilterra.
Pedro Niño era figlio di Inés Lasso de la Vega nutrice del principe ereditario del regno di Castiglia e passò i suoi primi anni di vita nella Corte del re ricevendo un'educazione militare. Alla sua morte la contea passò a suo nipote figlio del fratello Alfonso Niño abate di Santillana. Con l'estinzione della casata dei de la Vega la contea passò ai marchesi di Aguilar conti di Castañeda, poi duchi di Friás, e tale rimase fino al Triennio liberal dal 1830 al 1833 quando fu posto ufficialmente fine al sistema feudale. La valle di Buelna, che apparteneva alla Merindad de las Asturias de Santillana, fu divisa nei due comuni costituzionali di San Felices de Buelna e San Mateo; quest'ultimo prese poi nel 1835 il nome Los Corrales de Buelna.

## Monumenti e luoghi d'interesse
La Cueva de Hornos de la Peña, grotta dichiarata monumento arquitectonico artistico, è decorata con graffiti rupestri e al suo interno furono trovati oggetti e resti che denotano la presenza di uomini dal paleolitico fino alla più recente preistoria. Altra grotta è la Cueva de Sovilla anch'essa con graffiti rupestri.
Di epoca castrense sono i Castros de Pico Toro, Peña Mantilla  e Las Lerras  con resti di mura. I resti del Campamento romano de las Cercas evidenziano un recinto di 13 ettari di estensione con strade dritte che s'incrociano perpendicolarmente, fossati e mura difensive. Dell'architettura religiosa sono da notare le chiese di San Felix a Rivero, del XVII secolo, la chiesa parrocchiale di Meta del XIX secolo e il santuario della Virgen de Consolación a Rivero, del 1742.
Fra gli edifici civili vanno citate la Casona de Campuzano con torre della metà del XVIII secolo, la Torre de Pero Niño della fine del XIV e inizio del XV secolo, le case di Ganzales-Rivero y Quijana a Sovieta del XIX secolo, di Garcia-Quijano a Torribia del XVIII secolo, di Torbio Díaz de la Fuente a Torribia, dello stesso secolo e, infine, la Casa-Palacio del conde de las Barcenas, del XVIII secolo a Rivero.

## Feste
A San Felices de Buelna come in quasi tutte le località della Cantabria esiste la tradizione delle Marzas. tradizione che si fa risalire ai tempi anteriori alla dominazione romana. L'ultimo giorno di febbraio o il primo di marzo gruppi di ragazzi muniti di bastoni, ceste e sacchi vanno casa per casa a cantare canzoni inneggianti alla venuta della primavera e alla donna ricevendo in cambio doni in natura come burro o sanguinaccio. Prima di entrare in casa chiedono se devono cantare o pregare nel caso la famiglia sia in lutto. A seconda dell'accoglienza e dei doni ricevuti l'ultimo canto è tradizione sia di ringraziamento e di augurio, in caso contrario se la famiglia si sia mostrata taccagna o poco accogliente il canto esprime disappunto. La tradizione si riallaccia alle feste per la primavera di cui i canti sono l'annuncio, ma poi le marzas il cui nome deriva dal latino calende di marzo si effettuano anche in occasione di festività come il Natale, il Capodanno e la Pasqua.
L'Exposición de Artistas y Artisanos de San Felices de Buelna, rappresenta un'occasione di festa e consente agli artisti e artigiani locali di esporre i propri lavori. Si svolge in coincidenza con le feste locali di San Felix del fine settimana della fine di marzo a Rivero in onore del proprio patrono. Comprendono messa solenne nella chiesa di San Felix, giochi per i bambini, gare sportive, romería (processione e colazione campestre collettiva con musica e danze) e verbena (festa notturna). Altre feste sono: Nuestra Señora del Carmen il 16 luglio a Meta, il Día de Santiago Apostol a Sopenilla e Santo Domingo il 4 settembre in Sovilla.
La Concentración de caballos de silla che si svolge a Tarribia fra aprile e maggio con concorsi, esibizioni e aste, si conclude con una passeggiata a cavallo per le strade del comune per conoscere i monumenti, i paesaggi e l'archeologia della zona.